# ريني سميث (لاعب كرة قدم)
ريني سميث (بالألمانية: Renny Smith)‏ هو لاعب كرة قدم نمساوي في مركز الوسط، ولد في 3 أكتوبر 1996 في لندن في المملكة المتحدة. لعب مع نادي مانتوفا.

## وصلات خارجية
- ريني سميث (لاعب كرة قدم) على موقع الاتحاد الأوربي (الإنجليزية)
- ريني سميث (لاعب كرة قدم) على موقع قاعدة بيانات كرة القدم.إي يو (الإنجليزية)
- ريني سميث (لاعب كرة قدم) على موقع Soccerway.com (الإنجليزية)
- ريني سميث (لاعب كرة قدم) على موقع عالم كرة القدم.نت (الإنجليزية)